# Karl Büchner (Redakteur)
Johann Karl Eduard Büchner (* 6. September 1806 in Berlin; † 14. November 1837 ebenda) war ein deutscher Buchhändler, Redakteur und Publizist.

## Leben
Büchner wurde als Sohn unbemittelter Eltern geboren, sein leiblicher Vater starb bald darauf. Der wissenschaftlich interessierte Junge, dem ein Studium versagt war, trat 1820 – nach dem Besuch der Realschule – im Alter von 13 Jahren in die Berliner Buchhandlung Duncker & Humblot ein. Dort absolvierte er seine Buchhändlerlehre und kaufmännische Ausbildung; anschließend blieb er dem Unternehmen unter anderem als Buchhalter dauerhaft treu. In seiner Freizeit widmete er sich dem Studium der französischen und englischen Sprache.
Sein erstes schriftstellerisches Werk, das zur Veröffentlichung kam, war ein Nachruf auf den Verleger Peter Humblot. Im Jahr 1830 veröffentlichte er die Schrift Die Bildung des Buchhändlers, die Karl Duncker zufolge das „geeignetste Zeugnis“ über die „Strenge seiner Anforderungen, welche er […] an sich und Andere [sic!] machte“, geben könne. In der Folge verfasste er einige Lehrbücher der französischen Sprache und führte Julius Eduard Hitzigs bio-bibliografische Reihe Gelehrtes Berlin fort. 1834 erteilte Duncker ihm Prokura. Als Ergebnis seiner Vertiefung in die Literaturgeschichte gründete Büchner im selben Jahr die Literarische Zeitung, die als bibliografische Ergänzung der Jahrbücher für wissenschaftliche Kritik wöchentlich bei Duncker & Humblot erschien. Die ersten vier Jahrgänge wurden von ihm redigiert und „in Verbindung mit mehreren Gelehrten“ herausgegeben. Im Jahr 1835 erwarb er den Doktorgrad der Philosophie an der Universität Rostock.
Büchner erlag nach elf Monaten schweren Leidens im Alter von 31 Jahren einer Tuberkulose-Infektion. Sein Manuskript eines bibliografischen Handbuchs der deutschen dramatischen Literatur seit der Mitte des 18. Jahrhunderts blieb unvollendet.

## Schriften (Auswahl)
- Peter Humblot. Nachruf. In: Friedrich August Schmidt (Hrsg.): Neuer Nekrolog der Deutschen. Band 6, Nr. 2, 1828, S. 838–841 (digitale-sammlungen.de).
- W. R. Goodluck: Anleitung, das Geschlecht aller französischen Substantive durch sechs gereimte Fabeln in wenigen Stunden kennen zu lernen. Duncker & Humblot, Berlin 1829 (englisch: The French genders, taught in six fables. Übersetzt von Karl Büchner).
- Die Bildung des Buchhändlers. Duncker & Humblot, Berlin 1830.
- mit Friedrich Hans Herrmann: Neues französisches Lesebuch. Duncker & Humblot, Berlin 1831.
- mit Friedrich Hans Herrmann: Lehrbuch der französischen Sprache für den Schul- und Privat-Unterricht. Duncker & Humblot, Berlin 1832.
- mit Friedrich Hans Herrmann: Handbuch der neueren französischen Sprache und Literatur. Prosaischer Teil: 1833 – Poetischer Teil: 1835.
- Hrsg.: Biographische und literarische Nachrichten von den in Berlin lebenden Schriftstellern und Schriftstellerinnen (= Gelehrtes Berlin). Duncker & Humblot, Berlin 1834 (zlb.de).
- Ornemens de la mémoire. Recueil de Poésies à la portée des jeunes personnes. Kinderbuch. Duncker & Humblot, Berlin 1835.
- Hrsg.: Deutsches Taschenbuch. Duncker & Humblot, Berlin 1836/37 (ohne eigene Beiträge).